# Effraie du Cap
Tyto capensis
Espèce
Statut de conservation UICN

 LC  : Préoccupation mineure
Statut CITES
L'Effraie du Cap (Tyto capensis) est une espèce d'oiseaux de la famille des Tytonidae.

## Répartition
Cet oiseau vit en Afrique subsaharienne.